# فرخينات
الفرخينات أو الأفراخ (الاسم العلمي: Percoidea) هي فوق فصيلة من الأسماك تتبع رتيبة الفرخونيات من رتبة الفرخيات.

## التصنيف
- فوق فصيلة الفرخينات
  - فصيلة العندقات
    - جنس العندق

  - الفصيلة البرمونية
    - أسرة البرموناوات
      - جنس البرمون

  - فصيلة الموجارات
    - جنس الموجارة